# Mastaba S3503

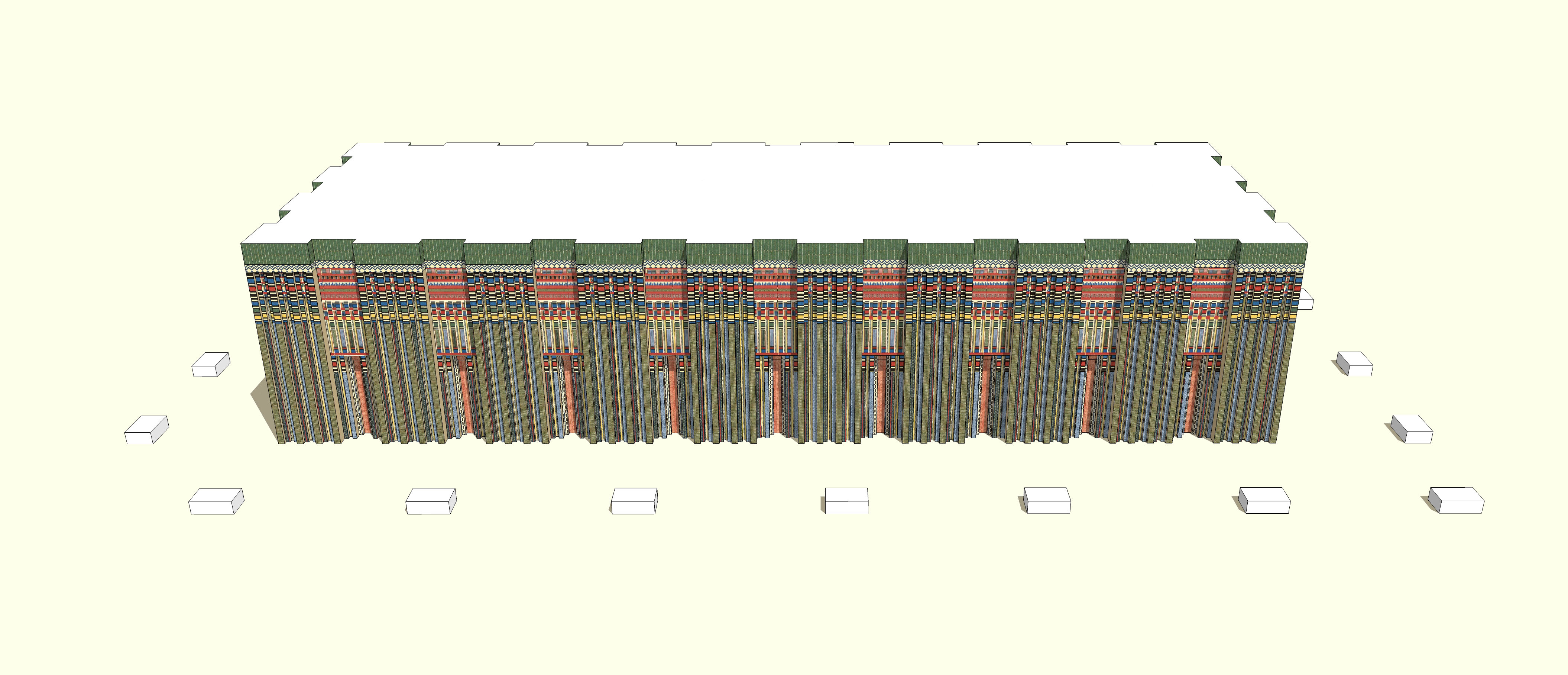
Rekonstruktion der Mastaba S3503

Bei Mastaba S3503 (Saqqara Grab Nr. 3503) handelt es sich um ein großes Mastabagrab der altägyptischen 1. Dynastie (Frühdynastische Zeit), welche etwa um 3000 v. Chr. in Sakkara errichtet wurde.

## Der Bau
Der Bau wurde von Walter Bryan Emery und seinem Team in den 1950er Jahren ausgegraben. Der Oberbau der Mastaba ist 42 m lang und 16 m breit und war aus luftgetrockneten Lehmziegeln errichtet. Er war an der Außenseite mit einer Palastfassade dekoriert, wobei diese an den Langseiten neun und an den Kurzseiten drei Nischen hatte. Im Oberbau fanden sich 23 Kammern. Unterirdisch gab es eine große Grabkammer in der Mitte des Baues und vier Seitenkammern. Um den Bau herum waren 20 Nebenbestattungen angeordnet.

## Grabbeigaben
Das Grab ist schon im Altertum beraubt worden. Die Grabkammer war ebenfalls beraubt, enthielt aber noch zahlreiche Objekte, die an ihrem originalen Platz standen, so dass man sich ein relativ gutes Bild von der einstigen Anordnung der Grabbeigaben machen konnte.
In der Mitte der Grabkammer stand einst ein großer Sarg, von dem aber nur einzelne Holzplanken gefunden wurden. Er maß etwa 2,7 × 1,8 m. Es fanden sich auch Reste eines Skelettes, dessen Geschlecht aber nicht mehr bestimmt werden konnte. An der Ostseite des Sarges fanden sich Schalen und Gefäße, die offensichtlich ein Mahl für den oder die Tote darstellten. An den Wänden der Grabkammer standen zahlreiche Stein- und Keramikgefäße, daneben fand man aber auch die Reste von Truhen. Nördlich des Sarges fanden sich Stangen, die vielleicht für ein Zelt oder einen Baldachin gedacht waren.

## Der Inhaber
Der einstige Grabinhaber ist unbekannt. Emery vermutete die Königin Meritneith, da deren Name auf einigen Objekten erscheint und sich hier auch Siegelabrollungen mit ihrem Namen und des Königs Djer fanden. Diese Zuordnung wird heute jedoch abgelehnt, da ihr Grab in Abydos bekannt ist. Der Grabinhaber bleibt somit anonym. Im Grab fanden sich auch verschiedene Siegelabrollungen die nur den Namen des Djer tragen.